# صابر أبر
صابر أبر (8 يونيو 1984)، هو ممثل إيراني ومخرج مسرحيّ، اشتهر لدوره في «عن اِيلي». أخذ ترشيحين لالعنقاء البلورية، كلا لأفضل ممثل مساعد في 25 و27 مهرجان الفجر السينمائي الدولي.

## مسيرته
بدأ أبر مهنته كما برنامج التلفزيونية الاستضافية مثل رنكين كمان، العرض التلفزونية للأطفال والعرض اللعبية يسمي في 100 ثانية. هو اكتسب شهرة مع دوره في فلم محسن مخملباف يسمي شاعر القمامة. في 2006، هو قام ببطولة مع عزت الله انتظامي في مينا المدينة الصامتة كما سائق وهذا الدور حصل له تشريح العنقاء البلورية لأفضل الممثل الدعم. قريحة آبر لا يخفي في فلم يسمي «الدف الصغير» (2007) كما لأن ثم هو عرض دوراً)عن إيلي (اصغر فرهادي. الفلم حصل علي النظر الإيجابية ومثل نظر من ديويد بوردول الذي سماه تحفة. أبر لعب دور «عليرضا» الذي افتقدت خطيبته. الدور حاز علي تشريح في مهرجان الفجر السينمائي الدولي.

## روابط خارجية
- صابر أبر على موقع IMDb (الإنجليزية)
- صابر أبر على موقع ألو سيني (الفرنسية)
- صابر أبر على موقع أول موفي (الإنجليزية)
- صابر أبر على موقع قاعدة بيانات الفيلم (الإنجليزية)
- صابر أبر على موقع كينوبويسك (الروسية)